# Metopius longispina
Metopius longispina är en stekelart som beskrevs av Clement 1930. Metopius longispina ingår i släktet Metopius och familjen brokparasitsteklar. Inga underarter finns listade i Catalogue of Life.